# Ann Z. Caracristi
Ann Zeilinger Caracristi , née le 1er février 1921 à Bronxville dans l'État de New York et morte le 10 janvier 2016 à Washington, est une scientifique américaine spécialiste de la cryptanalyse. De 1980 à 1982, elle fut directrice adjointe de la National Security Agency.

## Biographie
En 1942, Ann Caracristi obtient un Bachelor of arts du Russell Sage College (en). Elle poursuit ses études au Federal Executive Institute (en) et rejoint le US Army Signal Intelligence Service de l'armée en tant que cryptoanalyste. Là, elle travaille notamment avec Wilma Davis pour casser le code 97 (ou code PURPLE) utilisé par les japonais. 
Après la Seconde Guerre mondiale, la jeune femme constate que son travail dans le civil ne l'intéresse pas. Elle décide de faire carrière dans le renseignement et rejoint la National Security Agency (NSA).
En 1975, Caracristi devient la première femme dans l'histoire de la NSA à atteindre le grade GS-18. Entre 1975 et 1980, elle dirige le groupe travaillant sur l'Union soviétique. En 1980, elle devient la première femme à être nommée directrice adjointe (Deputy director, ou D/DIR), poste qu'elle occupe jusqu'en avril 1982. Caracristi est membre du Chief of Naval Operations Executive Board de 1982 à 1991. Le Président Bill Clinton la nomme au President's Foreign Intelligence Advisory Board (PFIAB) en 1993. Le comité consultatif est par la suite rebaptisé President's Intelligence Advisory Board (PIAB). Elle fait partie de la Commission on the Roles and Capabilities of the US Intelligence Community, connue par la suite sous le nom de Commission Aspin-Brown (en).
Caracristi préside l'Association of Former Intelligence Officers (AFIO) de 1989 à 1991 et tient un rôle de consultante auprès du NSA Scientific Advisory Board. Elle fait partie du NSA Hall of Honor (en) depuis 2012.